# Alena Doláková

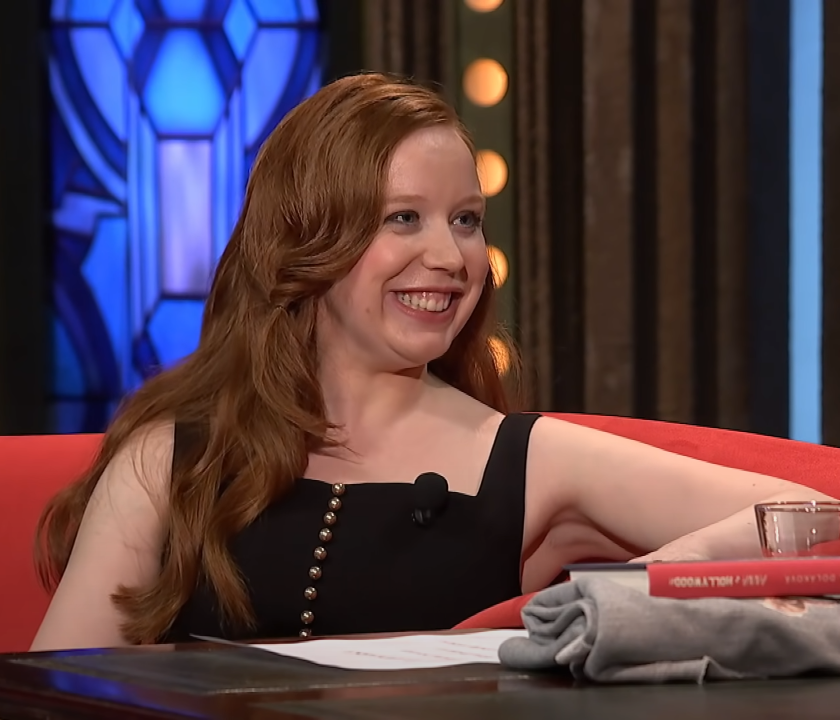
Alena Doláková v Show Jana Krause (2021)

Alena Doláková (* 17. září 1989 Vyškov) je česká herečka, tanečnice (balet, hip hop, jazz) a autorka.

## Život
V roce 2013 absolvovala činoherní herectví na Divadelní fakultě Janáčkovy akademie múzických umění v Brně. . Hostovala v Národním divadle Brno (např. jako Getrude v Ideálním manželovi), byla členkou souboru Kašpar. Rok a půl strávila v Hollywoodu, o svých zkušenostech psala sloupky pro Lidovky.cz (Zrzka v Hollywoodu) a Reflex.cz, v roce 2020 jí vyšel biografický románu Anna z Hollywoodu. Před uzavřením divadel v důsledku pandemie covidu-19 hostovala v pražském Divadle Palace.
Věnuje se i stand-upu a natáčení podcastů.
Mj. byla hostem DVTV (2017), Všechnopárty (2017). a Show Jana Krause (2021).

## Filmografie (výběr)
- Tři bratři (2014) … Holena
- Gangster Ka (2015)
- Ztraceni v Mnichově (2015)
- Dvojníci (2016) … trafikantka
- Mezihra v Praze (2017)
- Metanol (2018) … Marie Podleská
- Pepa (2018)
- Zlatý podraz (2018)
- Vodník (2019)
- Whiskey Cavalier (2019)
- Haunted (2019)
- Krvavě rudé nebe (2021)
- Zrcadla ve tmě (2021)
- Studna (2024) … Anka Šimková